# Грибков, Николай Тимофеевич
Николай Тимофеевич Грибков (род. 	21 ноября 1924, Ярославль) — советский военнослужащий, инженер-полковник запаса (1976), участник Парада Победы.

## Биография
Родился в 1924 году в Ярославле.
С 1942 по 1947 — курсант ВИТУ с 1942 года. Выпускник Ораниенбаумского-Ломоносовского мореходного училища (1948—1950).
С июня по ноябрь 1941 работал на оборонном заводе в Ярославле. Во время Великой Отечественной войны принимал участие в ликвидации последствий налётов немецкой авиации на Ярославль и его объекты, после войны — в восстановлении Ленинграда, Кронштадта, Севастополя, строительстве аэропорта Пулково.
Участвовал в Параде Победы 1945 года в составе Сводного полка Наркомата ВМФ в качестве курсанта ВИТУ.
В 1950—1959 проходил службу в инженерном и строительном управлениях Кронштадтской Военно-морской крепости; с 1959 — в строительном управлении КСФ в Североморске; в 1963—1968 в Архангельском строительном управлении главным инженером, начальником управления работ, начальником строительного управления.
В 1968 назначен в Главвоенстрой в Москву, в 1971 переведен в Главное инженерное управление ВМФ.
С 1976 инженер-полковник запаса. В дальнейшем работал в ГлавАПУ Москвы.
Оба сына окончили МГИМО, работали на различных дипломатических должностях в центральном аппарате и загранучреждениях МИД СССР и России.

## Ссылка
- ПОБЕДИТЕЛИ. Парад Победы 24 июня 1945 года. Сводный полк Наркомата ВМФ